# Principio de plena competencia
El principio de plena competencia es un término económico referido a que, en un mercado competitivo, no debe dar lugar a beneficios extremos en sus operaciones y cuyo tratamiento se enfoca un precio de transferencia equitativo, donde las fuerzas del mercado determinan normalmente las condiciones de sus relaciones comerciales (oferta y demanda), es decir; que una persona no puede tener ganancias exuberantes comprando un producto barato y vendiendo caro ese mismo producto, sumando todos los costos de la transacción (impuestos, transporte, depreciación, mano de obra, etc).
Un ejemplo muy común es la paridad del poder adquisitivo. La teoría predice que si los costos de transacción y de transporte fueran cero o muy pequeños, los mercados funcionasen de forma competitiva, y el tratamiento fiscal en distintas economías fuese muy parecido, entonces los precios y el tipo de cambio se ajustarían a niveles similares en el largo plazo. Es decir, la teoría de la paridad del poder adquisitivo predice que en términos reales los bienes deberían costar lo mismo en todo el mundo. Estas ganancias de arbitraje son inexistentes en el largo plazo, pues dado lo contrario serían explotadas y se regresaría a las ganancias de equilibrio (nulas).

## Fiscalidad internacional
En fiscalidad internacional, el principio de plena competencia (PPC) es el precio que podrían pactar dos empresas independientes en la venta de bienes tangibles, intangibles, provisión de servicios, y acuerdos financieros; por tanto, este principio se convierte en la base de los regímenes de precios de transferencia y tiene su origen en el artículo 9 del modelo de convenio de la Organización para la Cooperación y el Desarrollo Económicos (OCDE) para evitar la doble imposición entre países. La sección relevante de dicho artículo enuncia: "cuando se establezcan o impongan condiciones entre dos partes relacionadas, en sus transacciones comerciales o financieras, que difieran de las que se hubieren estipulado con o entre partes independientes, las utilidades que hubieren sido obtenidas por una de las partes de no existir dichas condiciones pero que, por razón de la aplicación de esas condiciones no fueron obtenidas, serán cuantificadas y registradas".
Una forma simplificada, aunque no siempre certera, de verificar la aplicación (o no) del PPC en transacciones realizadas entre partes que tienen un control común (entidades vinculadas, relacionadas o afiliadas), es comparar las condiciones de la transacción analizada (controlada) con las condiciones que hubiesen pactado partes no relacionadas (transacción no controlada), es decir, encontrar respuesta a la pregunta "¿qué hubiese hecho un tercero independiente?". sin embargo, este principio presenta problemas, cuando se pretende aplicar en empresas relacionadas que realizan economías de escala, por tanto los precios pactados entre las relacionadas no necesariamente, serán los pactados con un tercero independiente. Además, en la práctica, existe una clara dificultad en acceder a las transacciones y actividades de empresas independientes. 
En idioma inglés, a este principio se lo conoce como "arm's length", puesto que se entiende que a un extraño (un tercero) se le mantiene a distancia (la longitud de un brazo) y que solo a los allegados se permite mantenerse más cerca. Por este motivo, el incumplimiento de este principio - es decir, favorecer a los allegados - en la normativa anglosajona se entiende como una inapropiada distancia (menos que el largo de un brazo) mantenida entre una compañía y sus partes relacionadas. 
El principio de libre competencia es parte de un sistema de comercio globalizado, que ha sido expuesto por las principales potencias económicas del mundo, en función de un desarrollo comercial en el que implica que las empresas multinacionales no se beneficien de convenios y tratados bilaterales y además estas mismas sociedades no resulten afectadas con doble imposición, tanto en fuente como residencia.  
Se debe considerar en cuenta los siguientes elementos para su definición:
1. Relacionadas: Que exista vinculación entre las partes relacionadas para el objeto del análisis (precios de transferencia);
2. Objeto: Cuales fueron las transacciones que se dieron entre las partes relacionadas;
3. Condiciones: Cuales fueron esas condiciones con las relacionadas versus las operaciones que se pudieron dar con partes independientes;
4. Beneficio: Se tiene que verificar si por las transacciones realizadas con partes relacionadas se obtuvo un beneficio adicional y si por el cual se tributo en el país donde se generó la transacción.

“(Cuando)... dos empresas (asociadas) estén, en sus relaciones comerciales o financieras, unidas por condiciones aceptadas o impuestas que difieran de las que serían acordadas por empresas independientes, los beneficios que habrían sido obtenidos por una de las empresas de no existir dichas condiciones, y que de hecho no se han realizado a causa de las mismas, podrán incluirse en los beneficios de esa empresa y someterse a imposición en consecuencia.”

El propósito del PPC es tratar a las empresas multinacionales como si operaran como empresas independientes tomando como punto de partida operaciones comparables igualmente en condiciones comparables con el "objeto de ajustar sus beneficios".